# Činčile
Činčíle (lat. Chinchilla) su maleni glodavci, koji se najviše uzgajaju zbog krzna. Poznati su i kao kućni ljubimci. Žive u suhim i gorskim predjelima Južne Amerike u većim skupinama. Dane provodi u skrovištu, a noću se hrane, najviše biljem. Premda su oprezne, u divljini su plijen mnogih životinja.

## Porijeklo imena
Dobili su ime po indijanskom narodu Chincha, koji je od 1000. pa do pada pod državu Inka (1476.) živio u obalnom području južnog Perua i možda Čilea. Uzgajali su činčile i držali ih za kućne ljubimce, njihovo su meso jeli, a od kvalitetnog krzna radili su sebi odjeću. Krzno činčile kasnije su od njih preuzeli Inke pa ga je uskoro mogao nositi samo Inka i osobe kraljevske krvi.

## Izgled
Činčila je maleni glodavac kratkog tijela, velike glave na kojoj su dva duga obla uha. Ima razmjerno velike oči i duge, svijetle, rijetke brkove te dug dlakav rep. Tijelo pokriva oko 2 cm debela meka crnobijela dlaka. Krzno je srebrne boje. Tijelo je dugo oko 30 cm, od toga oko 13 cm otpada na rep. Težina je od 400 do 600 g. Prosječna doživljena starost je 15 godina, a neke jedinke žive i preko 20 godina.
Postoje dvije vrste iz roda Činčila: Chinchilla brevicaudata i Chinchilla lanigera. Prva vrsta ima kraći rep, širi vrat i ramena te kraće uši. U prirodi, obje su vrste vrlo ugrožene.

## Kućni ljubimac
Poznata je i kao kućni ljubimac. Činčila je noćna životinja, hrani se noću i tada je najživahnija, ponekad i vrlo glasna. Budući, da je gipka i hitra treba puno prostora. Može skočiti do 180 cm visine. Smeta joj propuh i prejaka izravna sunčeva svjetlost. Nastambu ili krletku treba redovito čistiti i mijenjati stelju (pokrov). Preporuča se poseban prostor za obavljanje nužde, jer jako voli čistoću. Osnovna hrana su sijeno i posebni briketi. Svakodnevno je potreban pijesak, u kojem će se valjati, što je zaštita za kožu i dlaku, inače se lako pojave gljivična kožna oboljenja. Osjetljive su na hranu koja sadrži šećer, jer lako dobiju šećernu bolest i prerano ugibaju. Činčile traže nježno postupanje i postupno se privikavaju na vlasnika.

## Krzno
Međunarodna trgovina krznom činčile potječe iz 16. stoljeća. Krzno je popularno zbog izrazite mekoće. Za jedan dugi kaput potrebno je krzno od oko 150 činčila. Činčile u prirodi na rubu su istrebljenja, zbog krivolova. Lov na činčile je zabranjen. Za krzno, uglavnom se koriste činčile iz uzgoja. Uzgoj činčila za krzno zabranjen je u Hrvatskoj od 1. siječnja 2017. godine.

## Galerija
- Usporedba dviju vrsta iz roda Chinchilla
- Krzno činčila
- Prirodno stanište činčila
- Činčile kao kućni ljubimci